# جام بین قاره‌ای ۱۹۷۳
جام بین قاره‌ای ۱۹۷۳ چهاردهمین دوره از جام بین قاره‌ای فوتبال بود که بین باشگاه یوونتوس، نایب قهرمان جام باشگاه‌های اروپا ۷۳–۱۹۷۲، و تیم آرژانتینی ایندپندینته، قهرمان جام لیبرتادورس ۱۹۷۳ برگزار شد.

## تیم‌ها
| تیم         | نحوه صعود                               | حضور قبلی        |
| ----------- | --------------------------------------- | ---------------- |
| یوونتوس     | نایب قهرمان جام باشگاه‌های اروپا ۷۳–۱۹۷۲ | اولین بار        |
| ایندپندینته | قهرمان جام لیبرتادورس ۱۹۷۳              | ۱۹۶۴، ۱۹۶۵، ۱۹۷۲ |

## مسیر تا قهرمانی

### اروپا
| یوونتوس         | یوونتوس    | یوونتوس | یوونتوس   | یوونتوس |
| مرحله           | حریف       | دور رفت | دور برگشت | م.ر. ب  |
| --------------- | ---------- | ------- | --------- | ------- |
| یک‌شانزدهم نهایی | مارسی      | ۰–۱     | ۳–۰       | ۳–۱     |
| یک‌هشتم نهایی    | ماگدبورگ   | ۱–۰     | ۱–۰       | ۲–۰     |
| یک‌چهارم نهایی   | اویپشت     | ۰–۰     | ۲–۲       | ۲–۲     |
| نیمه نهایی      | دربی کانتی | ۳–۱     | ۰–۰       | ۳–۱     |
| فینال           | آژاکس      | ۰–۱     | ۰–۱       | ۰–۱     |

### آمریکای جنوبی
| ایندپندینته | ایندپندینته | ایندپندینته | ایندپندینته | ایندپندینته |
| مرحله       | حریف        | دور رفت     | دور برگشت   | پلی‌آف       |
| ----------- | ----------- | ----------- | ----------- | ----------- |
| مرحله دوم   | میلوناریوس  | ۰–۱         | ۲–۰         |             |
| مرحله دوم   | سن لورنسو   | ۲–۲         | ۱–۰         |             |
| فینال       | کولو-کولو   | ۱–۱         | ۰–۰         | ۲–۱         |

## پیش زمینه
ایندپندینته در سال ۱۹۷۳ پس از شکست باشگاه شیلیایی کولو-کولو با یک گل در وقت اضافه، قهرمان جام لیبرتادورس ۱۹۷۳ بود. جام بین قاره‌ای آرزوی طولانی برای این باشگاه بود، زیرا آنها در فینال قبلی مقابل تیم هلندی آژاکس، به رهبری یوهان کرایف، شکست خوردند، اکثر بازیکنان آن بخشی از تیم ملی هلند بودند که تئوری تاکتیکی انقلابی را در جام جهانی فوتبال ۱۹۷۴ نشان می‌داد (به نام "توتال فوتبال"). این دوره، دقیقا تکرار بازی قبلی بود بنابراین ایندپندینته این فرصت را داشت تا انتقام فصل قبل را بگیرد. با این وجود، باشگاه هلندی از بازی سال ۱۹۷۳ خودداری کرد و مدعی شد که نمی‌خواهد دوباره از "بازی خشن" تیم آرژانتین رنج ببرد. بنابراین، یوونتوس، نایب قهرمان جام باشگاه‌های اروپا ۷۳–۱۹۷۲، جای آژاکس را برای شرکت در این رقابت‌ها گرفت. باشگاه ایتالیایی از آمدن به بوئنوس آیرس امتناع کرد و شرط بازی کردن را انجام یک تک‌بازی در رم دانست. مدیران ایندپندینته آن را پذیرفتند و مسابقه را برای ۲۸ نوامبر ۱۹۷۳ برنامه ریزی کردند.
خوزه پاستوریزا، که کاپیتان و رهبر تیم برنده جام لیبرتادورس بود، در این مسابقه شرکت نکرد زیرا کمی قبل از فینال در رم به آاس موناکو منتقل شد.

## بازی

### خلاصه

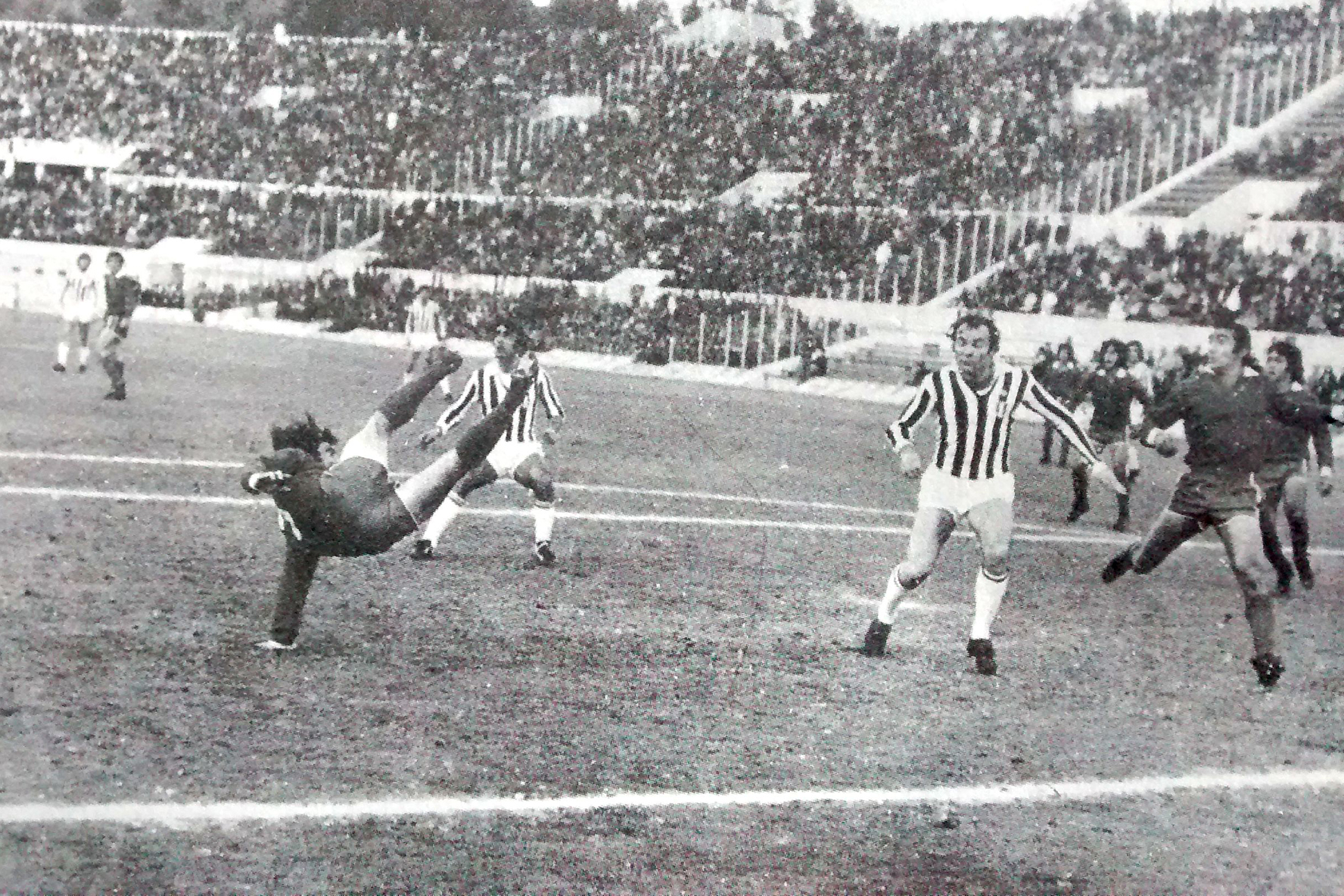
مهاجمان یوونتوس خوزه ژوائو آلتافینی (پیش‌زمینه) و پیترو آناستازی (پس‌زمینه) در مقابل مدافعان ایندپندینته

در جریان بازی که تحت سلطه تیم ایتالیایی بود، بیانکونری‌ها چندین موقعیت داشتند تا با دو شوت روی سانتر جلو بیفتند، یک ضربه پنالتی که توسط کوکوردو زده شد، از بالای دروازه به بیرون رفت و یک ضربه در دقایق پایانی مسابقه که توسط دروازه‌بان سانتورو در اقدامی جسورانه مسدود شد. ده دقیقه مانده به پایان، گل به خودی جنتیله در شوت بوچینی، تنها اقدام تهاجمی مهم ایندیپندنته در این مسابقه، برای پیروزی ایندپندینته تعیین کننده بود.

### جزئیات
| یوونتوس | ۰–۱    | ایندپندینته  |
| ------- | ------ | ------------ |
|         | Report | - بوچینی ۸۰' |

| یوونتوس | ایندپندینته |

|                 |    |                    |  |     |
|                 |    |                    |  |     |
| GK              | ۱  | دینو زوف (کاپیتان) |  |     |
| SW              | ۲  | لوچانو سپینوسی     |  | '74 |
| CB              | ۵  | فرانچسکو مورینی    |  |     |
| CB              | ۶  | ساندرو سالوادور    |  |     |
| LB              | ۳  | جانپیترو مارکتی    |  |     |
| RM              | ۷  | فرانکو کاوسیو      |  |     |
| CM              | ۸  | آنتونلو کوکورددو   |  |     |
| LM              | ۴  | کلائودیو جنتیله    |  |     |
| RW              | ۹  | پیترو آناستاسی     |  |     |
| CF              | ۱۰ | ژوزه آلتافینی      |  |     |
| LW              | ۱۱ | روبرتو بتگا        |  | '74 |
| تعویض‌ها:        |    |                    |  |     |
| DF              |    | سیلویو لونگوبوکو   |  | '74 |
| MF              |    | فرناندو ویولا      |  | '74 |
| سرمربی:         |    |                    |  |     |
| سستمیر ویکپالیک |    |                    |  |     |

| GK           | ۱  | میگل سانتورو (کاپیتان) |  |     |
| RB           | ۴  | ادواردو کمیسو          |  |     |
| CB           | ۲  | میگل آنخل لوپز         |  |     |
| CB           | ۶  | فرانچسکو سا            |  |     |
| LB           | ۳  | ریکاردو پاوونی         |  |     |
| RM           | ۸  | روبن گالوان            |  |     |
| CM           | ۵  | میگل آنخل رایموندو     |  |     |
| LM           | ۱۰ | ریکاردو بوچینی         |  |     |
| RW           | ۷  | آگوستین بالبوئنا       |  |     |
| CF           | ۹  | ادواردو ماگلیونی       |  |     |
| LW           | ۱۱ | دنیل برتونی            |  | '83 |
| تعویض‌ها:     |    |                        |  |     |
| FW           |    | آلخاندرو سمنویچ        |  | '83 |
| سرمربی:      |    |                        |  |     |
| روبرتو فریرو |    |                        |  |     |

## بعد از بازی

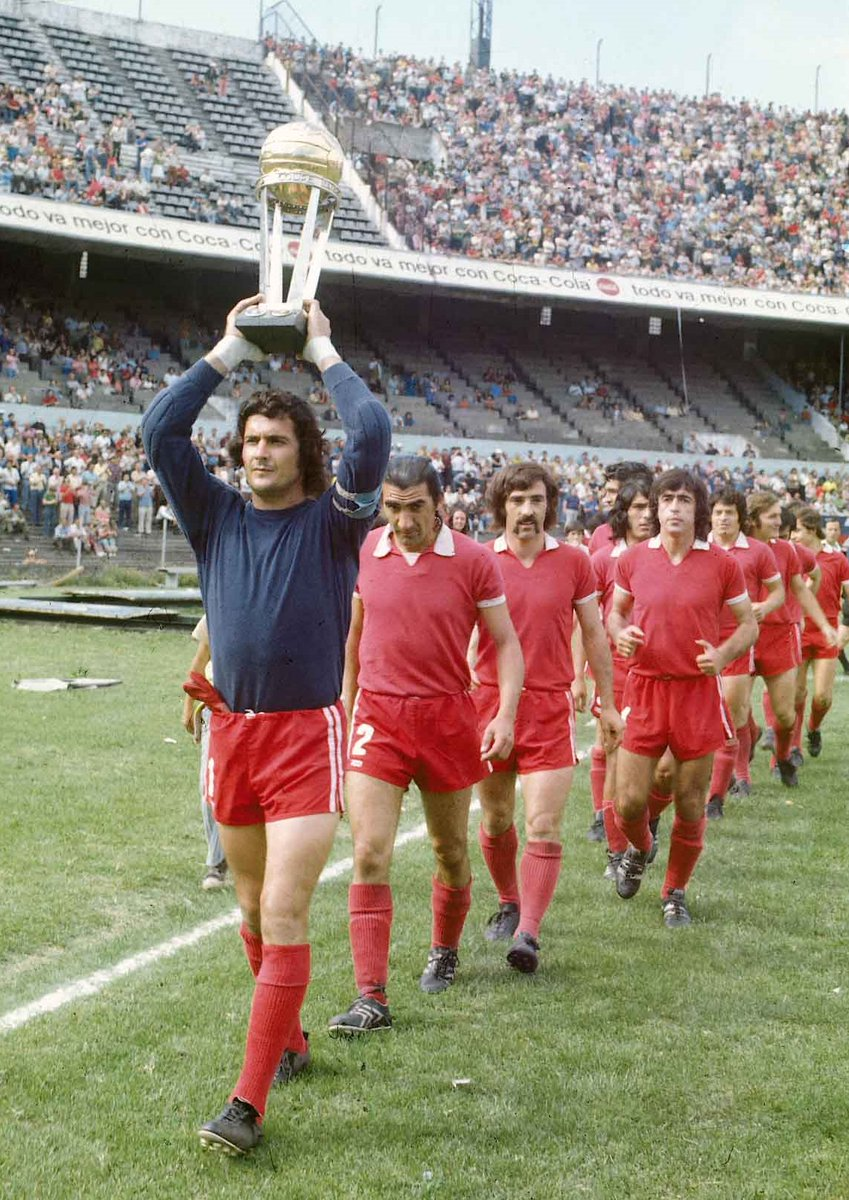
بازیکنان ایندپندینته (با کاپیتان میگل سانتورو که جام بین قاره‌ای را در دست دارد) هنگام بازگشت از رم به زمین بازی در آرژانتین وارد می‌شوند

این اولین جام بین قاره‌ای بود که ایندپندینته برنده شد (و سومین قهرمانی یک باشگاه آرژانتینی پس از موفقیت راسینگ و استودیانتس به ترتیب در سال‌های ۱۹۶۷ و ۱۹۶۸). این پیروزی به دلیل اهمیتی که به آن رقابت در آرژانتین داده شده بود تا حد زیادی توسط هواداران ایندپندینته جشن گرفته شد.
این پیروزی همچنین موفقیت ریکاردو بوچینی ۱۹ ساله به عنوان یک ستاره در حال رشد بود. بوچینی همیشه با بازی در ایندیپندنته به کار خود ادامه داد و به یکی از بزرگترین نمادهای تاریخ باشگاه تبدیل شد. از سوی دیگر، بازیکن کلیدی دیگر بازی، دنیل برتونی، اولین قهرمانی جام جهانی فوتبال با آرژانتین در سال ۱۹۷۸ را به دست آورد و در فینال نیز گل سوم مقابل هلند را به ثمر رساند.

## از زبان بازیکنان
عبارات زیر از مصاحبه با ریکاردو بوچینی، دانیل برتونی و فرانچسکو سا، سه بازیکن ایندپندینته که در سال ۱۹۷۳ قهرمان جام شدند، گرفته شده است:
| «               | این یک مسابقه بسیار مهم در دوران حرفه‌ای من بود. این گل به من این فرصت را داد که نه تنها برای ایندپندینته بلکه برای همه افرادی که با فوتبال در آرژانتین مرتبط هستند، مشهور شوم. به این دلیل بود که این مسابقه توسط RAI برای چندین کشور جهان پخش شد. | » |
| —ریکاردو بوچینی | |   |

| «            | هیچ کس به ما اعتماد نداشت زیرا هیچ کس باور نداشت که بتوانیم در یک سری مسابقات جام را ببریم. زمانی که ما قهرمان شدیم، تنها افرادی که از تیم حمایت کردند خدمه فراگاتا لیبرتاد بودند که در ایتالیا بودند. آنها تنها حامیان ما در ورزشگاه بودند | » |
| —دنیل برتونی | |   |

| «               | بازیکنان یوونتوس بسیار سریع و قوی بودند، آنها ۳ یا ۴ بازیکن در تیم ملی ایتالیا و یک بازیکن دیگر در برزیل داشتند. علیرغم اینکه چند ماه قبل جام لیبرتادورس را برده بودیم، در سطح خوبی نبودیم و به همین دلیل بردن این مسابقه بسیار سخت بود | » |
| —ریکاردو بوچینی | |   |

| «            | این تیم برای کسب پیروزی در تنها یک مسابقه و بازی به عنوان میهمان امتیاز کم نداشت. از طرفی بوچینی و برتونی در سنین پایین قهرمان جهان شدند | » |
| —فرانچسکو سا | |   |

| «               | اگر به جای یوونتوس با آژاکس بازی می‌کردیم، بازی خیلی پیچیده می‌شد، زیرا آژاکس بهترین تیم جهان بود | » |
| —ریکاردو بوچینی |                                                                                                 |   |

## ویدئوی گم شده
اگرچه این مسابقه توسط کانال ۷ آرژانتین پخش شد، اما اعتقاد بر این است که ویدیوی حاوی تصاویر این مسابقه ممکن است در دوران دیکتاتوری نظامی که از سال ۱۹۷۶ حاکم بود، پاک یا دزدیده شده باشد. با از بین رفتن آن تصاویر، علاقه هواداران ایندپندینته و روزنامه‌نگاران در مسابقه با گذشت سال‌ها در حال افزایش بود.
بر اساس ابتکار برخی از اعضای ایندپندینته (که در آن زمان رئیس مؤسسه خاویر کانترو در میان آنها بود)، جستجو برای ویدئو آغاز شد. پس از چند تماس با RAI (شرکت پخش ایتالیایی که مسابقه را در سال ۱۹۷۳ پخش کرده بود)، آنها یک کپی از فیلم را در اختیار تهیه کننده موسیقی (و هوادار ایندپندینته) ماریانو اشچ قرار دادند، و شرط گذاشتند که پس از استفاده در آرژانتین بازگردانده شود.
در سال ۲۰۰۹، کپی طولانی ۳ دقیقه‌ای این ویدئو برای اولین بار در طی جشنی در تئاتر رم در آویاندا که برای بزرگداشت سی و پنجمین جشن برگزار شد، پخش شد. سالگرد پیروزی اسطوره ایندپندینته، ریکاردو بوچینی (که گل را در فینال در سال ۱۹۷۳ به ثمر رساند) مهمان ستاره‌ای بود که در این رویداد حضور داشت.